# 中京大学体育会サッカー部
中京大学体育会サッカー部（ちゅうきょうだいがくたいいくかいサッカーぶ）は、愛知県豊田市にある中京大学のサッカークラブである。

## 概要・歴史
チームの創部は1959年。1956年の開学から3年後である。
1975年の第55回天皇杯全日本サッカー選手権大会に東海地区代表として初出場し、1回戦で大阪体育大学を破り大会初勝利も挙げた。
2000年、第49回全日本大学サッカー選手権大会で初優勝した。
2004年7月、サッカー部の練習場である「中京大学（豊田キャンパス）サッカー場」が日本サッカー協会（JFA）よりJFAロングパイル人工芝施設の第1号として公認された。
2010年、第34回総理大臣杯全日本大学サッカートーナメントおよび第59回全日本大学サッカー選手権大会で共に準優勝の成績を収めた。
2018年5月、愛知県サッカー選手権大会で優勝して7年ぶりに天皇杯に出場。
2018年第43回総理大臣杯全日本大学サッカートーナメントにて全国第3位となる。
2019年12月(株)フィールダーとのパートナー契約締結
2020年2月名鉄観光サービス株式会社とのパートナー契約締結

## 主な成績
- 全日本大学サッカー選手権大会
  - 優勝：1回（2000）
  - 準優勝：1回（2010）
- 総理大臣杯全日本大学サッカートーナメント
  - 準優勝：1回（2010）
  - 第3位：1回（2018）
- 東海学生サッカーリーグ戦1部
  - 優勝：25回（1965, 1967, 1969, 1970, 1972, 1973, 1974, 1975, 1976, 1977, 1978, 1983, 1987, 1988, 1989, 1991, 1992, 1993, 1994, 1997, 2000, 2008, 2011, 2020, 2023）
  - 準優勝：-回 (1995, 1998, 1999, 2001, 2003, 2004, 2005, 2006, 2007, 2009, 2010, 2012, 2013, 2016, 2017, 2021, 2024)
- 愛知県サッカー選手権大会（兼天皇杯 JFA 全日本サッカー選手権大会愛知県予選）
  - 優勝：7回 (1998, 2004, 2010, 2011, 2018, 2022, 2024)
  - 準優勝：8回 (2000, 2002, 2003, 2006, 2013, 2023)

## その他の関連チーム
中京大学体育会男子サッカー部 TOP
東海学生サッカーリーグ1部に所属
中京大学FC
東海社会人サッカーリーグ1部に所属。
Chukyo univ.FC
東海社会人サッカーリーグ2部に所属。
※2011年、「中京大学FC」が東海2部に降格したため、すでに東海2部に残留していた「Chukyo Univ.FC」との同門加盟となった。同年の東海2部では「Chukyo Univ.FC」が1位に、「中京大学FC」が2位になったため、2012年は東海1部に両チームが所属した。同年はChukyo univ.FCが7位、中京大学FCが8位となったが、翌年より同一母体チームの同カテゴリーへの所属が禁止されたため中京大学FCが愛知県1部に降格。その後、要項が変更されて、再び同門加盟が可能となっている。
U-20 U-22AB
東海学生サッカー連盟インディペンデンスリーグ1部所属（3チームとも同門加盟）。
中京大学体育会サッカー部女子
1991年に創部。愛知県女子サッカーリーグに所属。

## 主な出身者
| 1989年度卒 - 内藤就行 1994年度卒 - 篠田善之 - 今久保隆博 - 本田征治※中退 1996年度卒 - 松本良一 - 吉坂圭介 2000年度卒 - 山岸範宏 - 山崎光太郎 - 川井光一 2001年度卒 - 末岡龍二 2002年度卒 - 楽山孝志 - 西政治 2004年度卒 - 井上秀人 - 永冨裕也 | 2005年度卒 - 松田勉 2006年度卒 - 神丸洋一 2007年度卒 - 高橋昌大 2008年度卒 - 那須川将大 - 岩崎陽平 2009年度卒 - 清水智士 2010年度卒 - 森本良 - 石原卓 - 齊藤和樹 - 星野悟 2011年度卒 - 藤牧祥吾 - 須崎恭平 - 熊澤圭祐 | 2012年度卒 - 新里亮 - 佐藤和弘 - 中村亮太 2013年度卒 - 福ヶ迫知秀 2014年度卒 - 清水貴文 - 南部健造 2015年度卒 - 菊本侑希 - 鈴木潤 - 石井綾 - 青木捷 2016年度卒 - 水野隼人 2017年度卒 - 坂本広大 - 西村仁志 - 水野翔太 | 2018年度卒 - 大城佑斗 - 藤島樹騎也 2019年度卒 - 東家聡樹 - 岡本桃香 - 西口黎央 - 武田航太朗 2021年度卒 - 久保藤次郎 - 岸田悠佑 2022年度卒 - 大嶋春樹 - 川地功起 - 水口湧斗 2023年度卒 - 永田貫太 - 碓井聖生 |